# Rádio Imaculada (Maceió)
Rádio Imaculada é uma emissora de rádio brasileira sediada em Maceió, capital do estado de Alagoas. Opera no dial FM, na frequência 92.3 MHz, sendo pertence a Associação Milícia da Imaculada, que também mantêm a Rádio Imaculada em Mauá, cidade de São Paulo. A emissora é originada da frequência AM 1320 kHz, inaugurada em 1958 como Rádio Progresso de Alagoas, a segunda estação de rádio inaugurada na capital alagoana.

## História
A frequência AM 1320 kHz foi inaugurada em 15 de janeiro de 1958 pelo deputado Ary Pitombo, como Rádio Progresso, a segunda emissora de rádio implantada no estado. A emissora funcionava no 6.º andar do Edifício Ary Pitombo, na Praça dos Palmares, localizada no Centro de Maceió, e tinha como diretor de programação o radialista pernambucano Edécio Lopes.
No ano 2000, a emissora foi adquirida pelo deputado Givaldo Carimbão e passou a se chamar Rádio Milênio. Juntamente com a nova programação, a emissora passou a retransmitir o sinal da Rede Milícia Sat entre 0h e 5h da madrugada. Em outubro de 2004, a Associação Milícia da Imaculada assume integralmente a programação da emissora e inicia-se o processo de transferência da outorga e concessão para a associação. O processo foi concluído em outubro de 2011 e a emissora passou a se chamar Rádio Imaculada Conceição. A programação local foi assumida pela Arquidiocese de Maceió.
Em junho de 2018, a Rádio Imaculada Conceição passou a operar em frequência migrante FM 92.3 MHz.